# Doron de Beaufort
Pour les articles homonymes, voir Doron et Beaufort.
Le Doron, ou parfois Doron de Beaufort, est une rivière française située dans le département de la Savoie en région Auvergne-Rhône-Alpes.
Long de 24,7 km, le Doron prend sa source dans le massif du Beaufortain. Il est un affluent de la rive gauche de l'Arly et donc un sous-affluent du Rhône par l'Isère.

## Géographie
La rivière naît au niveau du barrage de Roselend dans le Beaufortain en département de la Savoie. Elle coule de manière générale vers l'ouest et reçoit plusieurs affluents abondants. Elle baigne Beaufort-sur-Doron, Villard-sur-Doron, Queige, Venthon et peu après conflue avec l'Arly au niveau de Pallud.

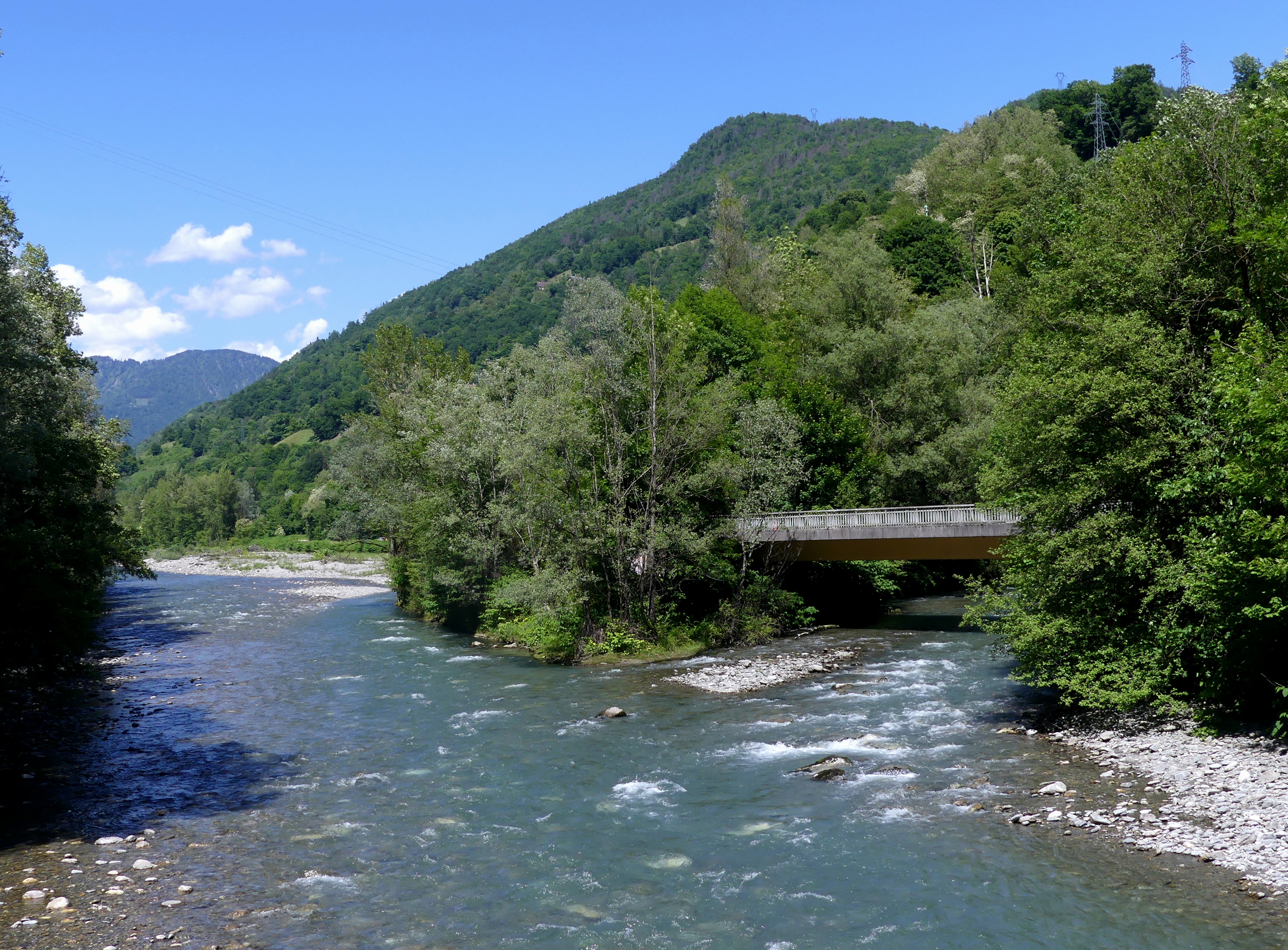
Confluence du Doron (droite) dans l'Arly.

### Organisme gestionnaire
L'organisme gestionnaire est le SMBVA ou Syndicat mixte du bassin versant Arly.

## Affluents
Le Doron a dix-sept affluents référencés :
- le Dorinet (rd[note 1]) 13 km de rang de Strahler trois, avec le lac de retenue
- l'Argentine 10 km de rang de Strahler six
- le Nant des Lotharets 9 km de rang de Strahler deux
- le ruisseau de Manant 7 km
- le Nant Bruyant 4 km
- le Nant Travaillard 4 km
- le Grand Nant 3 km
- le ruisseau de l'Enfer 3 km
- le ruisseau du Nant du Clou 3 km de rang de Strahler deux
- le ruisseau du Nant des Parstets 3 km
- le ruisseau des Palisses 3 km
- le ruisseau de Lestéret 3 km
- le ruisseau Nant des Iles 2 km
- le Nant Grossit 2 km
- le ruisseau Nant Berlin 2 km
- le ruisseau des Teppes 2 km
- le ruisseau de Marolland 2 km

### Rang de Strahler
Donc son rang de Strahler est de sept.

## Hydrologie

### Le Doron de Beaufort à Villard-sur-Doron
Le débit moyen annuel du Doron de Beaufort a été calculé sur une période de 26 ans à Villard-sur-Doron. Il se monte à 10,8 m3/s pour une surface de bassin de 244 km2. La rivière présente des fluctuations saisonnières de débit typiques d'un régime nival, avec des hautes eaux de printemps-été dues à la fonte des neiges et portant le débit mensuel moyen au niveau de 15 à 25 m3/s de fin avril à juillet inclus (avec un maximum en juin), et un étiage d'hiver, de novembre à mars, entrainant une baisse du débit moyen mensuel jusqu'à un minimum de 4,77 m3/s au mois de janvier.

### Étiage ou basses eaux
Le VCN3 peut chuter jusque 2,49 m3/s, en cas de période décennale sèche, ce qui reste fort confortable il est vrai.

### Crues
Les débits de crue ne sont pas disponibles.

### Lame d'eau et débit spécifique
La lame d'eau écoulée dans le bassin versant de la rivière est de 1 399 millimètres annuellement, ce qui est très élevé et résulte des précipitations abondantes sur les Alpes du nord et, quoique tout à fait normal en Savoie, constitue même un record dans la région. Le débit spécifique (Qsp) se monte ainsi à 44,3 litres par seconde et par kilomètre carré de bassin.